# Therdonne
 Therdonne  es una población y comuna francesa, en la región de Picardía, departamento de Oise, en el distrito de Beauvais y cantón de Nivillers.

## Demografía
| 669 | 681 | 730 | 719 | 760 | 802 |
| Para los censos de 1962 a 1999 la población legal corresponde a la población sin duplicidades (Fuente: INSEE [Consultar]) |     |     |     |     |     |